# Nordkoreas damlandslag i basket
Nordkoreas damlandslag i basket representerar Nordkorea i basket på damsidan. Laget slutade på åttonde plats i världsmästerskapet 1959.

### Fotnoter
1. ↑  ”Women Basketball World Championship 1959 Moscow (URS) - 10-18.10 Winner Soviet Union” (på engelska). Sport Statistics. 14 mars 1959. Arkiverad från originalet den 20 september 2015. https://web.archive.org/web/20150920054509/http://todor66.com/basketball/World/Women_1959.html. Läst 29 juni 2015.